# 수산초등학교 대전분교
수산초등학교 대전분교는 대한민국 충청북도 제천시 수산면 인삼로 561에 있었던 초등학교이다.

## 연혁
- 1933.04.: 대전리 개량 서당으로 발족
- 1936.03 : 대전 간이학교로 인가(이종구)
- 1945.03 : 대전공립국민학교로 승격
- 1948.07 : 제1회 졸업
- 1981.02 : 대전국민학교 병설유치원 개원
- 1995.03 : 수산국민학교 대전분교장으로 격하
- 1998.03 : 폐교